# بالومبو

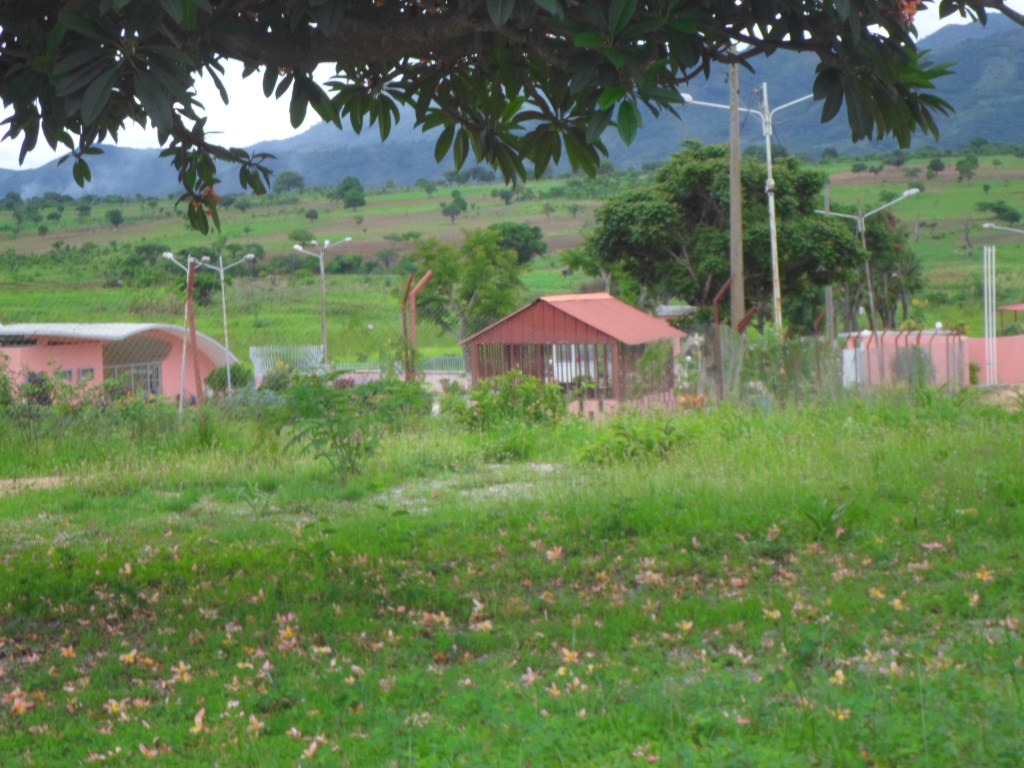
منطقه مسکونی در آنگولا

بالومبو (به انگلیسی: Balombo) شهری در استان بنگوئلا واقع در کشور آنگولا است که در سال ۲۰۰۹ میلادی ۶٬۹۸۵ نفر جمعیت داشته است.